# فرودگاه تامبوهرانو
فرودگاه تامبوهرانو (به لاتین: Tambohorano Airport) فرودگاهی در ماداگاسکار است که در ملاکی (ماداگاسکار) واقع شده‌است.